# Amt Schenefeld
La comunità amministrativa di Schenefeld (Amt Schenefeld) si trova nel circondario di Steinburg nello Schleswig-Holstein, in Germania.

## Suddivisione
Comprende 22 comuni:
1. Aasbüttel (146)
2. Agethorst (199)
3. Besdorf (236)
4. Bokelrehm (142)
5. Bokhorst (145)
6. Christinenthal (71)
7. Gribbohm (424)
8. Hadenfeld (154)
9. Holstenniendorf (411)
10. Kaisborstel (69)
11. Looft (406)
12. Nienbüttel (124)
13. Nutteln (256)
14. Oldenborstel (116)
15. Pöschendorf (262)
16. Puls (549)
17. Reher (734)
18. Schenefeld * (2 623)
19. Vaale (1 254)
20. Vaalermoor (128)
21. Wacken (1 990)
22. Warringholz (297)

Il capoluogo è Schenefeld.
(Tra parentesi i dati della popolazione al 31 dicembre 2021)